# Charlotte Bara

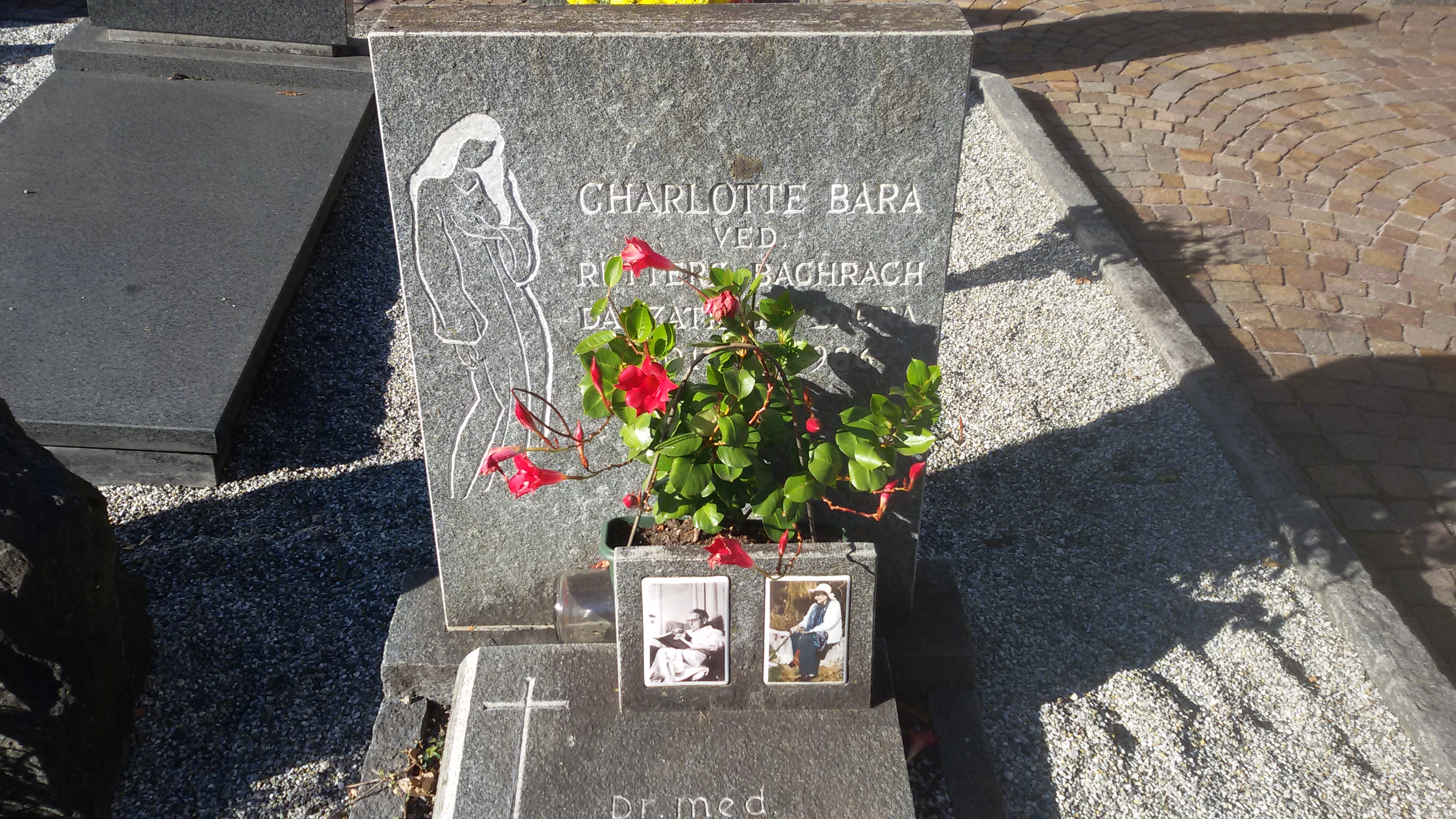
Charlotte Baras Grab in Ascona

Charlotte Bara (* 20. April 1901 in Brüssel; † 7. Dezember 1986 in Locarno; eigentlich Bachrach) war eine deutsche Ausdruckstänzerin.

## Leben
Charlotte Bara war die Tochter des deutsch-jüdischen Seidenhändlers Paul Bachrach und seiner Frau Elvira, geb. Bachmann. Sie erhielt ihre schulische Ausbildung in Brüssel, wo Heinrich Vogeler an Bau und Einrichtung ihres Elternhauses beteiligt war. Die tänzerische Ausbildung erfuhr sie durch eine Schülerin von Isadora Duncan, von Alexander Sacharoff in Lausanne und von Prinz Raden Mas Jodjana in Holland. Im Ersten Weltkrieg musste die Familie Belgien verlassen, der Besitz wurde beschlagnahmt. Während der Vater auf der Suche nach einer neuen Bleibe war, hielt sie sich mit ihrer Mutter auf Heinrich Vogelers Barkenhoff in Worpswede auf. Nach dem Ersten Weltkrieg vervollkommnete sie sich bei Berthe Trümpy und Vera Skoronel in Berlin. Als neues Domizil war inzwischen das Castello San Materno in Ascona gefunden, das nun durch den Berliner Architekten Paul Rudolf Henning ausgebaut wurde. 1927 nahm sie am Tanzkongress in Magdeburg teil. 1928 konvertierte sie zum katholischen Glauben. 1928 wurde das für sie von Carl Weidemeyer errichtete Teatro San Materno fertig, ein wegweisender Flachdachbau, der den eigenen Auftritten, der eigenen Schule für Ausdrucksgestaltung und Gastspiele zur Verfügung stand und noch Gästewohnungen enthielt.
Sie war seit 1919 in Ascona ansässig. 1927 erfolgte die Heirat mit Carl Rütters, nach dem Zweiten Weltkrieg der Erwerb des schweizerischen Bürgerrechts.